# 大变革
大变革，意即改变、改革的意思，多指社会制度的本质改变。
“大变革”是用来特指社会更大范围的变化。如社会生产方式的变化，像英国、法国、德国等国家从封建社会，向资本主义社会发展的变化，就是社会的大变革。“大变革”最早用于书名是路齐一1991年编著的《大变革及其启示》（由天津科技翻译出版公司出版）一书。书中作者对“大变革”给出如下介定：“大变革在这里指一个国家（社会）的大发展，即一个国家（社会）在一个较为集中的历史时期，社会的各个方面、各个领域，特别是与社会生产力、生产关系、上层建筑和经济基础联系密切的一些主要方面（诸如科学技术、政治、经济等等）都出现大发展和突破性进展，同时在世界范围内产生广泛而深刻的社会影响的大发展，而不是指某项事业或个别社会领域的大发展。从历史上看，这样一种全面发展的历史过程，往往是社会生产方式迅速变革的主要过程中最重要的时期，因此我们把它称做‘大变革’。”